# Langhalet glansstær
Langhalet glansstær (latin: Lamprotornis caudatus) er en spurvefugl, der lever i Sahel.